# 达巴乡
达巴乡，是中华人民共和国西藏自治区阿里地区札达县下辖的一个乡镇级行政单位。

## 行政区划
达巴乡下辖以下地区：
达巴村、东波村和曲龙村。